# Arctia ampla
Arctia ampla là một loài bướm đêm thuộc phân họ Arctiinae, họ Erebidae.